# FC Rapid Ghidighici
El FC Rapid Ghidighici fue un club de fútbol moldavo de la comuna de Ghidighici, Chisináu, fundado en 1992. El equipo disputaba sus partidos como local en el Stadionul Ghidighici y juega en la Divizia Națională.

## Historia
Durante la temporada 2006/07 de la Divizia A, el club, entonces conocido como CSCA Chişinău, logró el ascenso a la Divizia Naţională tras finalizar tercero. Tras conseguir el ascenso, el equipo fue renombrado CSCA-Steaua Chişinău y en verano de 2008 se fusionó con el FC Rapid Ghidighici para crear el CSCA-Rapid Chişinău (Clubul Sportiv Central al Armatei Rapid Chișinău). Antes de comenzar la temporada 2011-12 adoptó el nombre de FC Rapid Ghidighici, del anterior club con quien se fusionó.
El club jugó hasta otoño de la temporada 2013/14 en la División Nacional de Moldavia abandonando la liga, por lo que la Federación de Fútbol de Moldavia lo suspendió de todas las actividades relacionadas al fútbol por los siguientes tres años, pero el club termina desapareciendo en 2014.

### Nombres anteriores
- 1992 - fundado como CSA Victoria Cahul
- 1998 - renombrado CSA Victoria Chişinău
- 2000 - renombrado CSA ABV Chişinău
- 2001 - renombrado CSA Buiucani Chişinău
- 2002 - renombrado FCA Victoria Chişinău
- 2005 - renombrado CSCA-Agro Stauceni
- 2006 - renombrado CSCA Chişinău
- 2007 - renombrado CSCA-Steaua Chişinău
- 2008 - fusión con el FC Rapid Ghidigici a CSCA-Rapid Chişinău
- 2011 - renombrado FC Rapid Ghidighici